# Slag op het Slaak
De Slag op het Slaak in 1631 was een treffen tussen een Staatse vloot en een Spaanse vloot gedurende de Tachtigjarige Oorlog tussen de Nederlanden en Spanje.

## Aanloop
De Spaanse landvoogdes in de Nederlanden, Isabella van Spanje, had het plan opgevat om Holland en Zeeland van elkaar te scheiden om zo de Schelde en daarmee de toegang tot Antwerpen te beheersen. Een vloot van 96 sloepen, 10 pontons, 18 pleiten en andere platboomde vaartuigen met 4300 soldaten, 1250 bootgezellen en tientallen officieren aan boord kwam vanuit Antwerpen de Zeeuwse wateren op varen met als doel de Ooltgensplaat, de zuidelijke oever van het Volkerak en Willemstad te veroveren. Bij het vertrek van de vloot uit Antwerpen waren behalve Isabella van Spanje, de koningin van Frankrijk Maria de' Medici en de pauselijke nuntius aanwezig.
De vloot stond onder bevel van de markies van Aytona en van Jan van Nassau-Siegen, een neef van Willem van Oranje, die na het twaalfjarig bestand in Spaanse dienst was gegaan. Een Spaans landleger van ca. 6000 soldaten (180 infanterie- en 44 cavalerie-eenheden) onder aanvoering van Álvaro de Bazán, tweede Markies van Santa Cruz ondersteunde de invasie en vertrok vanuit Breda en Eekeren richting West Brabant om Willemstad te veroveren. Dit landleger kwam te laat en bezette uiteindelijk onder meer Roosendaal, Oudenbosch en Dinteloord, waardoor deze geen rol speelde bij de slag.

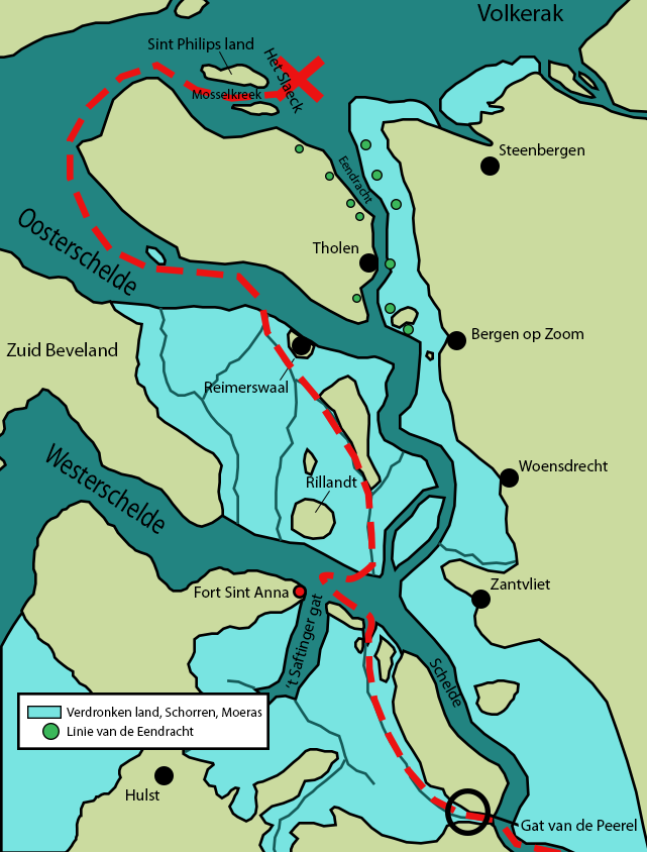
Route van de Spaanse Vloot in aanloop tot de slag

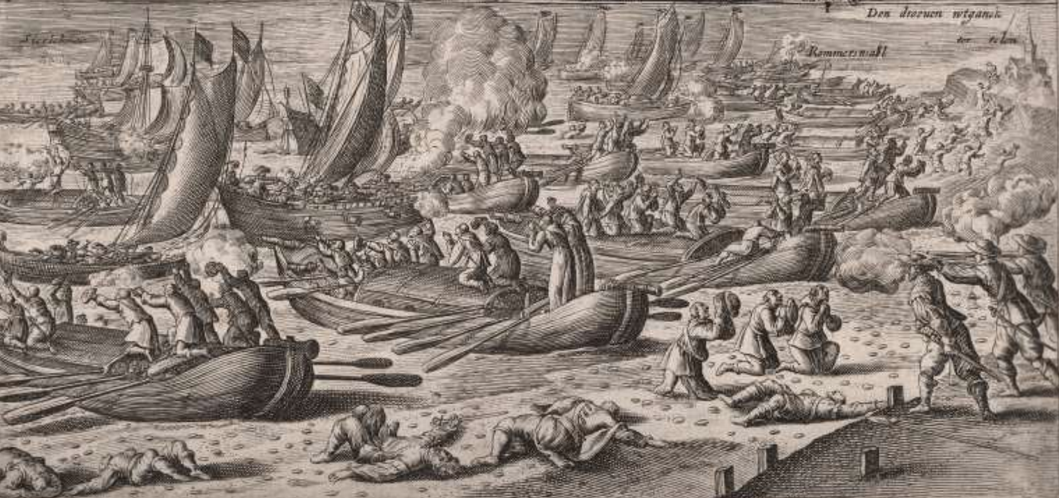
Overgave van Spaanse troepen

Prins Frederik Hendrik gaf als reactie opdracht alle oorlogsschepen die de admiraliteiten van Holland en Zeeland op dat moment konden leveren, bijeen te brengen. Deze vloot, die bestond uit 50 schepen, kwam tezamen op de Schelde bij Saeftinghe. De vloot werd geleid door viceadmiraal Marinus Hollaer (1575-1637), die sinds 1629 aan het hoofd van de gehele Zeeuwse zeemacht stond. Hollaer had zijn kunnen al ruimschoots bewezen in de zeeoorlog met Spanje, onder andere tijdens de slag bij Gibraltar in 1607. De slag op het Slaak bij Volkerak, op 12 september 1631, zou echter zijn beroemdste wapenfeit worden.
Om het Fort Liefkenshoek te omzeilen voer de vloot vanuit de Schelde via het Gat van de Peerel richting het Saftingergat waar een eerste treffen met de troepen van Hollaer plaatsvond. Door nadelige wind en de dreiging vanuit het fort Anna, toen nog in handen van de Spanjaarden, moest de viceadmiraal zich terugtrekken waardoor de Spanjaarden verder trokken richting Bergen op Zoom. Daar werden de Spanjaarden onder vuur genomen vanuit Fort Nassau die onderdeel uitmaakte van de Linie van de Eendracht. Daarop dreigden de Spanjaarden het eiland Tholen te bezetten. 2000 Engelse huurlingen, geleid door Sir Thomas Morgan, konden vanuit Bergen op Zoom via de slikken Tholen tenauwernood op tijd bereiken om de landing te voorkomen. Daarop besloten de Spanjaarden langs Reimerswaal en achterom het eiland Tholen te varen. Intussen had de Staatse Vloot de achtervolging ingezet.

## Verloop van de slag
In de avond van 12 september dreigde de Staatse vloot nabij Sint Philipsland de Spanjaarden in te halen, waardoor deze noodgedwongen het Slaak, een nauwe geul onder invloed van het getij, invoeren. Hierop viel de Staatse vloot aan. Als gevolg van de onverwachte aanval, de onbekendheid van de Spanjaarden met het terrein en de opkomende mist ontstond onder Aytona's manschappen verwarring, gevolgd door algemene paniek. Met tientallen tegelijk sprongen de Spanjaarden in het water om via de slikken het vasteland bij De Heen (vlak bij Steenbergen) en Vossemeer te bereiken in de hoop niet in handen van de Zeeuwen te vallen. Daar werden zij echter opgewacht door Staatse soldaten, vaak gelegerd in een van de forten van de Linie van de Eendracht. Zo werden ruim 4000 manschappen (3274 soldaten en 859 schippers en bootgezellen) door het leger van Frederik Hendrik krijgsgevangen gemaakt en gedeporteerd naar Reimerswaal.
Graaf Jan van Nassau-Siegen wist samen met enkele officieren, waaronder de Prince van Barbançon en de Graaf van Bossu, in een sloep over de Zeeuwse slikken het Prinsenland (bij Dinteloord) te bereiken en te vluchten naar het landleger van Álvaro de Bazán bij Roosendaal. Het leverde hem de spotnaam Jan de Mosselvanger op en het inspireerden Jacobus Revius tot het schrijven van een spotdicht. Ook Aytona kon ontkomen, met slechts twee schepen keerde hij huiswaarts.
De Spaanse scheepsmacht was vernietigend verslagen. Maar acht Spaanse schepen bereikten Dinteloord, waarmee de Spanjaarden het oorspronkelijke plan moesten opgeven. De andere schepen waren tot zinken gebracht of geënterd. Ruim 2500 opvarenden, zeelui en soldaten, verdronken.
Bijna alle veroverde platbodems en andere schepen werden, met het buitgemaakte geschut dat bestond uit 188 scheepskanonnen en munitie, naar Dordrecht gevaren. De Schelde bleef sindsdien vast in Zeeuwse handen. Van het hout van de veroverde Spaanse schepen zijn in 1632 bruggen gemaakt over de rivier De Eendracht. Naar aanleiding van de slag schreef Joost van den Vondel het gedicht Triomftorts over de Neêrlaegh der Koninglyke Vlote op het Slaak., waarop Crispijn van de Passe de Jonge zijn Allegorie met Frederik Hendrik en de overwinning op de Spanjaarden op het Slaak (1632) baseerde.